# Vincent Simone
Vincent Simone (Foggia, 15 de marzo de 1979) es un bailarín y coreógrafo italiano, más conocido por haber sido uno de los bailarines profesionales de Strictly Come Dancing desde 2006 hasta 2012. Se mudó a Guildford, Surrey, Reino Unido cuando tenía 17 años. Él y su pareja profesional Flavia Cacace se presentan bajo la marca «Vincent and Flavia».

## Familia
Simone nació en una familia de bailarines profesionales, sus padres son bailarines latinos y de salón. La pareja de Simone, Susan Duddy, una ex azafata, dio a luz a su hijo Luca en 2009 y Matteo en septiembre de 2013. El 18 de julio de 2015, Simone y Duddy se casaron en Castle Leslie en el condado de Monaghan, Irlanda. La boda fue reportada inicialmente por la revista Hello!, como ocurre en Derry, Irlanda del Norte.

## Carrera

### Strictly Come Dancing
Simone ha aparecido en Strictly Come Dancing de la BBC desde la serie 4, donde bailó con la actriz Louisa Lytton como su pareja, siendo eliminados en la décima semana y quedando en el cuarto puesto. Para la serie 5 en 2007, fue emparejado con la actriz Stephanie Beacham con quien fue eliminado en la segunda semana ubicándose en el decimotercer puesto.
Para la serie 6 en 2008, tuvo como pareja a la cantante de S Club 7, Rachel Stevens, logrando llegar a la final y ubicándose en el segundo puesto, detrás de Tom Chambers y Camilla Dallerup. Luego fue emparejado la actriz de EastEnders, Natalie Cassidy en la serie 7, siendo eliminados el 28 de noviembre de 2009 y quedando en el quinto puesto.
En la serie 8 en 2010, tuvo como pareja a la actriz Felicity Kendal, con quien fue la séptima pareja en ser eliminado y terminando en el octavo puesto. En 2011, fue emparejado en la serie 9 con la expolítica del Partido Conservador, Edwina Currie, la pareja fue la primera eliminada y quedó en el decimocuarto puesto.
En 2012, fue emparejado con la actriz y cantante Dani Harmer para la serie 10, logrando llegar a la final y quedando en el cuarto puesto. El 1 de junio de 2013, Flavia Cacace anunció que ella y Simone no competirían más en Strictly Come Dancing para que pudieran trabajar en otros espectáculos.

#### Rendimiento
| Serie | Pareja            | Puesto | Promedio |
| ----- | ----------------- | ------ | -------- |
| 4     | Louisa Lytton     | 4.º    | 31.64    |
| 5     | Stephanie Beacham | 13.º   | 24.00    |
| 6     | Rachel Stevens    | 2.º    | 35.81    |
| 7     | Natalie Cassidy   | 5.º    | 28.18    |
| 8     | Felicity Kendal   | 8.º    | 27.13    |
| 9     | Edwina Currie     | 14.º   | 18.00    |
| 10    | Dani Harmer       | 4.º    | 32.71    |

- Serie 4 con Louisa Lytton

| Semana | Baile / Canción                                       | Puntajes de los jueces | Puntajes de los jueces | Puntajes de los jueces | Puntajes de los jueces | Resultado  |
| Semana | Baile / Canción                                       | C.R.                   | A.P.                   | L.G.                   | B.T.                   | Resultado  |
| ------ | ----------------------------------------------------- | ---------------------- | ---------------------- | ---------------------- | ---------------------- | ---------- |
| 2      | Quickstep / «Don't Get Me Wrong»                      | 7                      | 8                      | 6                      | 7                      | Salvados   |
| 3      | Jive / «Smiley Faces»                                 | 8                      | 9                      | 9                      | 10                     | Salvados   |
| 4      | Foxtrot / «Piece of My Heart»                         | 7                      | 5                      | 6                      | 8                      | Salvados   |
| 5      | Salsa / «Bailamos»                                    | 6                      | 8                      | 7                      | 8                      | Salvados   |
| 6      | Samba / «Rhythm of the Night»                         | 8                      | 8                      | 8                      | 8                      | Salvados   |
| 7      | Tango / «Sweet Dreams (Are Made of This)»             | 8                      | 9                      | 9                      | 9                      | Salvados   |
| 8      | Pasodoble / «Left Outside Alone»                      | 8                      | 8                      | 9                      | 9                      | Salvados   |
| 9      | Vals vienés / «That's Amore»                          | 8                      | 8                      | 8                      | 9                      | Salvados   |
| 9      | Chachachá / «Rescue Me»                               | 9                      | 9                      | 9                      | 9                      | Salvados   |
| 10     | American smooth / «Do Nothing Until You Hear From Me» | 7                      | 8                      | 8                      | 8                      | Eliminados |
| 10     | Rumba / «(Everything I Do) I Do It for You»           | 7                      | 7                      | 7                      | 7                      | Eliminados |

- Serie 5 con Stephanie Beacham

| Semana | Baile / Canción              | Puntajes de los jueces | Puntajes de los jueces | Puntajes de los jueces | Puntajes de los jueces | Resultado  |
| Semana | Baile / Canción              | C.R.                   | A.P.                   | L.G.                   | B.T.                   | Resultado  |
| ------ | ---------------------------- | ---------------------- | ---------------------- | ---------------------- | ---------------------- | ---------- |
| 2      | Quickstep / «Suddenly I See» | 6                      | 6                      | 6                      | 6                      | Eliminados |

- Serie 6 con Rachel Stevens

| Semana         | Baile / Canción                                   | Puntajes de los jueces | Puntajes de los jueces | Puntajes de los jueces | Puntajes de los jueces | Resultado      |
| Semana         | Baile / Canción                                   | C.R.                   | A.P.                   | L.G.                   | B.T.                   | Resultado      |
| -------------- | ------------------------------------------------- | ---------------------- | ---------------------- | ---------------------- | ---------------------- | -------------- |
| 2              | Salsa / «No Puedes Comprar Mi Amor»               | 7                      | 8                      | 8                      | 8                      | Salvados       |
| 4              | Quickstep / «Little Green Bag»                    | 8                      | 8                      | 9                      | 8                      | Salvados       |
| 5              | Samba / «Hips Don't Lie»                          | 7                      | 7                      | 8                      | 8                      | Salvados       |
| 6              | Vals vienés / «Everybody Hurts»                   | 8                      | 8                      | 8                      | 8                      | Salvados       |
| 7              | Jive / «Sweet Soul Music»                         | 7                      | 8                      | 8                      | 9                      | Salvados       |
| 8              | American smooth / «I Got A Woman»                 | 8                      | 9                      | 9                      | 9                      | Dos últimos    |
| 9              | Rumba / «You Do Something to Me»                  | 9                      | 10                     | 10                     | 10                     | Salvados       |
| 10             | Foxtrot / «Close to You»                          | 10                     | 10                     | 10                     | 10                     | Salvados       |
| 11             | Vals / «Angel»                                    | 9                      | 10                     | 10                     | 10                     | Dos últimos    |
| 11             | Pasodoble / «The Final Countdown»                 | 7                      | 8                      | 8                      | 9                      | Dos últimos    |
| 12             | Tango / «Here Comes the Rain Again»               | 9                      | 10                     | 10                     | 10                     | Salvados       |
| 12             | Chachachá / «Signed, Sealed, Delivered I'm Yours» | 9                      | 9                      | 9                      | 10                     | Salvados       |
| 13 (Semifinal) | Tango argentino / «When Doves Cry»                | 9                      | 10                     | 10                     | 10                     | Salvados       |
| 13 (Semifinal) | American smooth / «Mandy»                         | 9                      | 9                      | 8                      | 10                     | Salvados       |
| 14 (Final)     | Foxtrot / «Close to You»                          | 10                     | 10                     | 10                     | 10                     | Segundo puesto |
| 14 (Final)     | Rumba / «You Do Something to Me»                  | 9                      | 10                     | 10                     | 10                     | Segundo puesto |
| 14 (Final)     | Showdance / «Flashdance... What a Feeling»        | —                      | —                      | —                      | —                      | Segundo puesto |

- Serie 7 con Natalie Cassidy

| Semana | Baile / Canción                                              | Puntajes de los jueces | Puntajes de los jueces | Puntajes de los jueces | Puntajes de los jueces | Resultado  |
| Semana | Baile / Canción                                              | C.R.                   | L.G.                   | A.D.                   | B.T.                   | Resultado  |
| ------ | ------------------------------------------------------------ | ---------------------- | ---------------------- | ---------------------- | ---------------------- | ---------- |
| 2      | Tango / «Spider Of The Night»                                | 6                      | 6                      | 6                      | 6                      | Salvados   |
| 2      | Chachachá / «Bang Bang»                                      | 6                      | 7                      | 7                      | 6                      | Salvados   |
| 3      | Pasodoble / «Malaguena»                                      | 6                      | 7                      | 8                      | 7                      | Salvados   |
| 4      | Salsa / «You'll Be Mine (Party Time)»                        | 7                      | 8                      | 7                      | 7                      | Salvados   |
| 5      | Vals vienés / «At Last»                                      | 7                      | 7                      | 7                      | 6                      | Salvados   |
| 6      | American smooth / «Please Don't Talk About Me When I'm Gone» | 7                      | 8                      | 7                      | 7                      | Salvados   |
| 7      | Jive / «Good Golly Miss Molly»                               | 7                      | 8                      | 7                      | 8                      | Salvados   |
| 8      | Quickstep / «Tu Vuò Fà L'Americano»                          | 7                      | 8                      | 8                      | 8                      | Salvados   |
| 9      | Foxtrot / «Magic Moments»                                    | 8                      | 9                      | 9                      | 8                      | Salvados   |
| 10     | Samba / «Holiday»                                            | 6                      | 7                      | 8                      | 5                      | Salvados   |
| 11     | Rock and roll / «Long Tall Sally»                            | 5                      | 7                      | 7                      | 7                      | Eliminados |

- Serie 8 con Felicity Kendal

| Semana | Baile / Canción                      | Puntajes de los jueces | Puntajes de los jueces | Puntajes de los jueces | Puntajes de los jueces | Resultado       |
| Semana | Baile / Canción                      | C.R.                   | L.G.                   | A.D.                   | B.T.                   | Resultado       |
| ------ | ------------------------------------ | ---------------------- | ---------------------- | ---------------------- | ---------------------- | --------------- |
| 1      | Chachachá / «Sunny»                  | 4                      | 5                      | 7                      | 7                      | Sin eliminación |
| 2      | Foxtrot / «Somethin' Stupid»         | 6                      | 6                      | 6                      | 7                      | Salvados        |
| 3      | Rumba / «True Colors»                | 7                      | 7                      | 8                      | 7                      | Salvados        |
| 4      | Tango / «Czardas»                    | 7                      | 7                      | 7                      | 8                      | Salvados        |
| 5      | Vals vienés / «Waltz No. 2»          | 6                      | 7                      | 6                      | 7                      | Dos últimos     |
| 6      | Pasodoble / «Habanera»               | 6                      | 8                      | 7                      | 8                      | Salvados        |
| 7      | Salsa / «All Night Long (All Night)» | 5                      | 7                      | 7                      | 7                      | Dos últimos     |
| 8      | American smooth / «Me and My Shadow» | 7                      | 7                      | 8                      | 8                      | Eliminados      |

- Serie 9 con Edwina Currie

| Semana | Baile / Canción                     | Puntajes de los jueces | Puntajes de los jueces | Puntajes de los jueces | Puntajes de los jueces | Resultado       |
| Semana | Baile / Canción                     | C.R.                   | L.G.                   | A.D.                   | B.T.                   | Resultado       |
| ------ | ----------------------------------- | ---------------------- | ---------------------- | ---------------------- | ---------------------- | --------------- |
| 1      | Chachachá / «Build Me Up Buttercup» | 2                      | 5                      | 5                      | 5                      | Sin eliminación |
| 2      | Foxtrot / «Buona Sera»              | 4                      | 5                      | 5                      | 5                      | Eliminados      |

- Serie 10 con Dani Harmer

| Semana         | Baile / Canción                            | Puntajes de los jueces | Puntajes de los jueces | Puntajes de los jueces | Puntajes de los jueces | Resultado       |
| Semana         | Baile / Canción                            | C.R.                   | D.B.                   | L.G.                   | B.T.                   | Resultado       |
| -------------- | ------------------------------------------ | ---------------------- | ---------------------- | ---------------------- | ---------------------- | --------------- |
| 1              | Vals / «Open Arms»                         | 5                      | 5                      | 6                      | 5                      | Sin eliminación |
| 2              | Salsa / «Mama Do the Hump»                 | 7                      | 6                      | 7                      | 7                      | Salvados        |
| 3              | Foxtrot / «Over the Rainbow»               | 7                      | 6                      | 8                      | 8                      | Salvados        |
| 4              | Chachachá / «Scooby Doo, Where Are You»    | 6                      | 6                      | 8                      | 7                      | Salvados        |
| 5              | Jive / «Dance with Me Tonight»             | 8                      | 8                      | 9                      | 8                      | Salvados        |
| 6              | Tango / «Rumour Has It»                    | 8                      | 8                      | 9                      | 9                      | Salvados        |
| 7              | Quickstep / «You Can't Hurry Love»         | 9                      | 9                      | 9                      | 9                      | Salvados        |
| 8              | Samba / «Single Ladies (Put a Ring on It)» | 9                      | 9                      | 9                      | 9                      | Salvados        |
| 9              | Vals vienés / «That's Amore»               | 8                      | 8                      | 9                      | 9                      | Salvados        |
| 10             | Quickstep & Charlestón / «Happy Feet»      | 9                      | 10                     | 9                      | 10                     | Salvados        |
| 11 (Semifinal) | American smooth / «Haven't Met You Yet»    | 8                      | 8                      | 9                      | 9                      | Salvados        |
| 11 (Semifinal) | Tango argentino / «Libertango»             | 9                      | 9                      | 10                     | 10                     | Salvados        |
| 12 (Final)     | Tango / «Rumour Has It»                    | 8                      | 8                      | 9                      | 9                      | Eliminados      |
| 12 (Final)     | Showdance / «Bohemian Rhapsody»            | 9                      | 8                      | 9                      | 9                      | Eliminados      |

### Otros trabajos
Después de formar parte del Strictly Live Tour! en 2008, Simone y su pareja de Strictly Come Dancing, Louisa Lytton, fueron elegidos para participar en el Festival de Eurovisión de Baile 2008 en septiembre de ese año. Bailando con «Paint it Black» de Lee Mead, fueron clasificados como novenos de catorce parejas por un jurado profesional, y terminaron en el noveno puesto en general cuando se agregaron los resultados de la votación del público.
Simone compitió en la decimotercera serie de la serie I'm a Celebrity...Get Me Out of Here! de ITV en 2013. Se unió al programa en el quinto día con Annabel Giles y terminó en el décimo lugar, siendo la tercera celebridad en salir en una doble eliminación el 3 de diciembre de 2013.

## Títulos
Los títulos de baile que Simone ha obtenido de las competiciones, con su pareja profesional Cacace:
- Campeones Profesionales del Reino Unido, 2002–2006.
- Campeones de Showdance Profesional del Reino Unido, 2003–2006.
- Campeones de Tango Argentinos del Reino Unido, 2006.
- Campeones de Salón de Reino Unido.
- Campeones mundiales y Europeos de Ten Dance y finalistas de Showdance, 2002–2006.